# Christiansfeld
Christiansfeld este un oraș în Danemarca.